# Australian Open 2009
L'Australian Open 2009 è stato un torneo di tennis giocato sul cemento. È stata la 97ª edizione dell'Australian Open, e prima prova del Grande Slam dell'anno 2009. Si è giocato sui campi in cemento del Melbourne Park di Melbourne in Australia, dal 19 gennaio al 1º febbraio 2009.

## Seniors

### Singolare maschile
Rafael Nadal ha battuto in finale  Roger Federer con il punteggio di 7–5, 3–6, 7–6(3), 3–6, 6–2

### Singolare femminile
Serena Williams ha battuto in finale  Dinara Safina con il punteggio di 6–0, 6–3

### Doppio maschile
Bob Bryan /  Mike Bryan hanno battuto in finale  Mahesh Bhupathi /  Mark Knowles con il punteggio di 2–6, 7–5, 6–0

### Doppio femminile
Serena Williams /  Venus Williams hanno battuto in finale  Daniela Hantuchová /  Ai Sugiyama con il punteggio di 6–3, 6–3

### Doppio misto
Sania Mirza /  Mahesh Bhupathi hanno battuto in finale  Nathalie Dechy /  Andy Ram con il punteggio di 6–3, 6–1

## Junior

### Singolare ragazzi
Yuki Bhambri ha battuto in finale  Alexandros-Ferdinandos Georgoudas con il punteggio di 6–3, 6–1

### Singolare ragazze
Ksenija Pervak ha battuto in finale  Laura Robson con il punteggio di 6–3, 6–1

### Doppio ragazzi
Francis Casey Alcantara /  Hsieh Cheng-Peng hanno battuto in finale  Mikhail Biryukov /  Yasutaka Uchiyama con il punteggio di 6–4, 6–2

### Doppio ragazze
Christina McHale /  Ajla Tomljanović hanno battuto in finale  Aleksandra Krunić /  Sandra Zaniewska con il punteggio di 6–1, 2–6, 10–4

## Altri eventi

### Singolare maschile in carrozzina
Shingo Kunieda ha battuto in finale  Stephane Houdet con il punteggio di 6–2, 6–4

### Singolare femminile in carrozzina
Esther Vergeer ha battuto in finale  Korie Homan con il punteggio di 6–4, 6–2

### Singolare quadrato in carrozzina
Peter Norfolk ha battuto in finale  David Wagner con il punteggio di 7–6(5), 6–1.

### Doppio maschile in carrozzina
Robin Ammerlaan /  Shingo Kunieda hanno battuto in finale  Stefan Olsson /  Maikel Scheffers con il punteggio di 7–5, 6–1.

### Doppio femminile in carrozzina
Korie Homan /  Esther Vergeer hanno battuto in finale  Agnieszka Bartczak /  Katharina Kruger con il punteggio di 6–1, 6–0.

### Doppio quadrato in carrozzina
Nick Taylor /  David Wagner hanno battuto in finale  Johan Andersson /  Peter Norfolk con il punteggio di 6–2, 6–3.